# می‌نامی ایشیدا
می‌نامی ایشیدا (انگلیسی: Minami Ishida؛ زادهٔ ۱۴ مهٔ ۱۹۹۱) بازیکن فوتبال اهل ژاپن است.